# Direto (boxe)

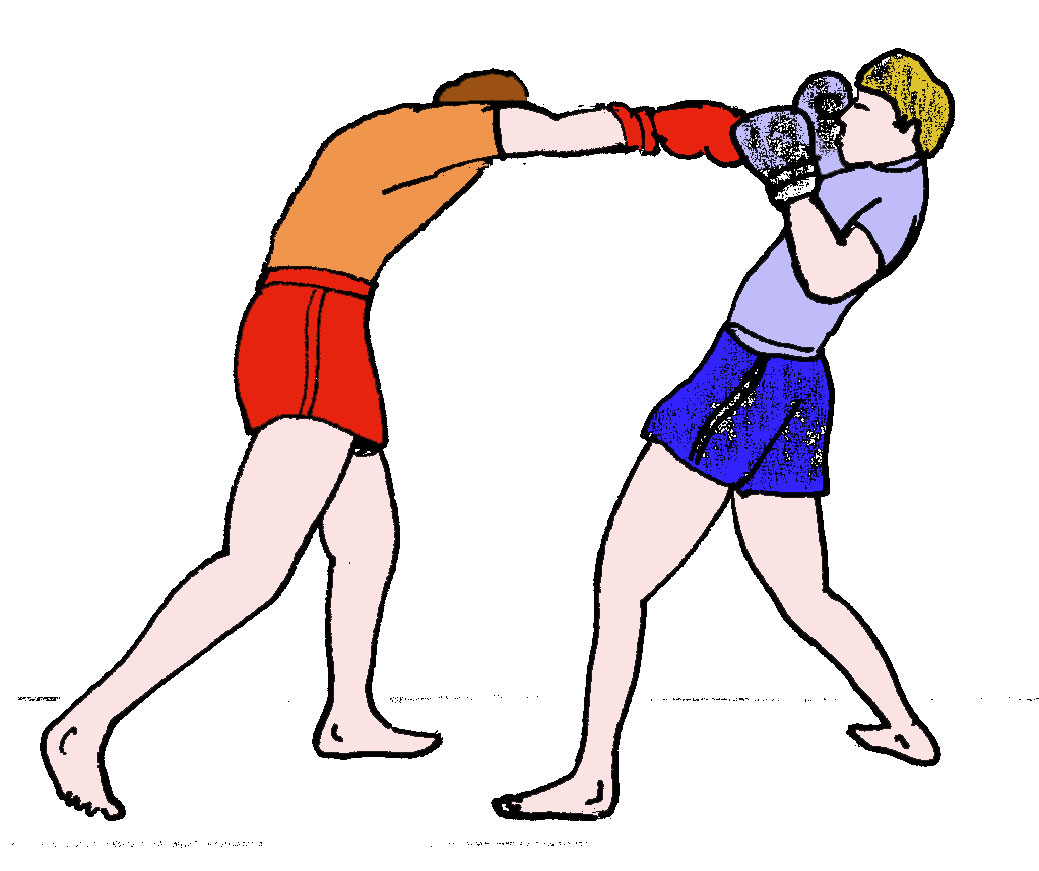
Direto no estilo de luta birmanesa lethwei

O direto é um soco rápido lançado para a frente com uma das mãos. O poder vem de uma rotação dos ombros a 90º, enquanto que a posição do punho gira a 180º, trazendo o ombro dianteiro até à guarda junto ao queixo. Este é o soco mais importante no arsenal de um pugilista, já que é extremamente rápido e requer mínima deslocação de posição, comparado aos outros golpes. Este é usado como ferramenta para medir as distâncias ao adversário e apalpar terreno para os golpes seguintes. O direto pode ser referido tanto à mão esquerda como à direita. Quando desferido o direto com a mão dianteira, este distingue-se do jab pelo facto da sua intenção ser objectivamente o nocaute do oponente, enquanto o jab serve geralmente para impedir que o adversário se aproxime ou até mesmo para que existe uma noção sobre a distância a que ambos os lutadores se encontram um do outro. No boxe e no kickboxing por exemplo, o directo é frequentemente desferido a mão dominante. A mão de trás cruza pelo corpo, os ombros giram em direcção ao alvo e o pé de trás, que serve de pivot, alinha com a anca. Pode ser utilizado na técnica um meio passo para a frente (da mesma forma que um directo normal pode ser lançado com um passo à dianteira (passo-golpe) ou não), embora muitos prefiram não fazê-lo, e não ensinarem. O poder do golpe advém da rotação da anca, da extensão do braço e do impulso que esta combinação origina, como também do peso corporal que o próprio golpe transporta - o peso do pugilista transfere-se para o seu pé dianteiro, que assim coloca o corpo atrás do golpe.

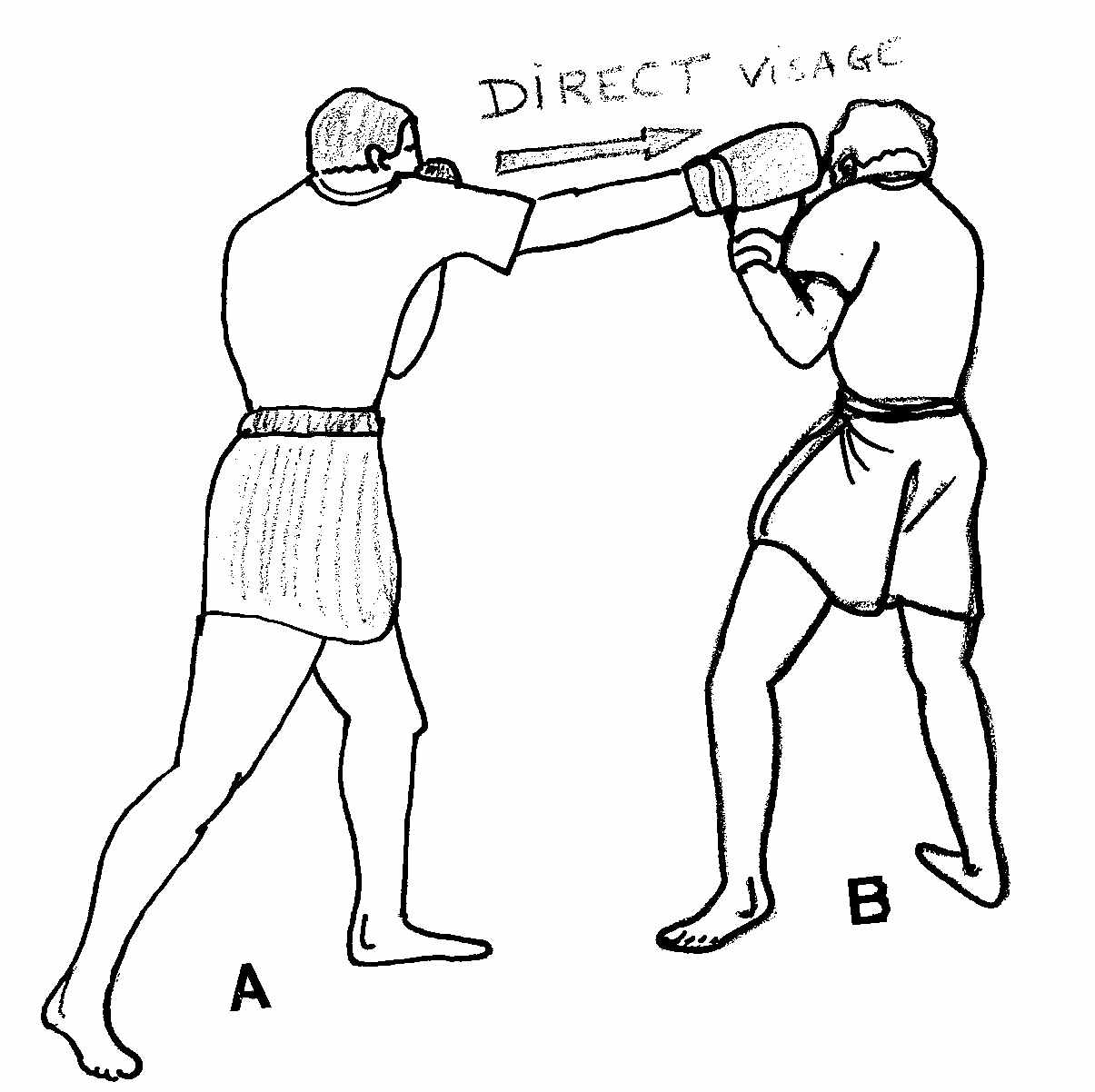
Um direto de direita. (cruzado)
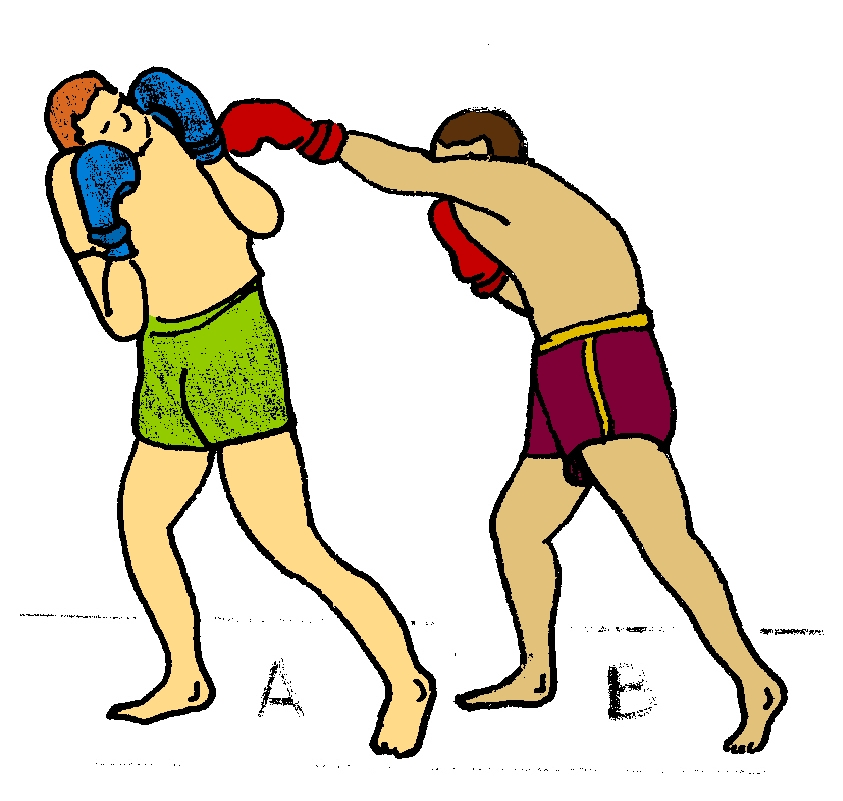
Um direto de esquerda (cruzado)